# 비상식량
비상식량(Emergency rations)은 비상시를 대비하는 음식과 음료의 품목을 뜻한다. 주로 캠핑 등에서 이용되며 며칠 간 유통기한이 지속된다. 또 많은 사람들은 자연재해나 다른 비상 상황의 경우 저장과 보존이 긴 비상 식량을 구입한다. 비상 식량은 분말, 건조, 훈제, 염장 형태로 나타낸다. 비상 식량은 사고로 발이 묶일 위험이 있어 도움이 올 때까지 생존할 수 있도록 돕고 언덕길을 걷거나 등산하는 동안 종종 운반된다.

## 같이 보기
- 전투식량